# دانيال جاكوبس (ملاكم)
دانيال جاكوبس (بالإنجليزية: Daniel Jacobs)‏ مواليد 3 فبراير 1987 في بروكلين، نيويورك، نيويورك، الولايات المتحدة، هو ملاكم محترف أمريكي يصنف ضمن فئة وزن فوق المتوسط. حقق بطولة رابطة الملاكمة العالمية.

## إحصائيات
خاض خلال مسيرته 37 نزالا، فاز في 35 ولم يتعادل وخسر في 2. فاز بالضربة القاضية في 29 نزالا.

## روابط خارجية
- دانيال جاكوبس على موقع بوكس ريك (الإنجليزية) (registration required)